# Fumio Abe
Fumio Abe (jap. 阿部 文男 Abe Fumio; * 23. Juni 1922; † 6. Dezember 2006 in Hakodate, Hokkaido) war ein Politiker der Liberaldemokratischen Partei Japans (LDP), der als Staatsminister im ersten Kabinett Kaifu für die Entwicklung von Hokkaido und Okinawa zuständig war. Abe war nicht mit dem verstorbenen Premierminister Shinzo Abe verwandt, dessen Nachname identisch ausgesprochen, aber mit anderen Schriftzeichen geschrieben wird (安倍). Fumio Abe starb am 6. Dezember 2006 in Hakodate, Hokkaido, an Herzversagen. Er war 84 Jahre alt.

## Karriere
1963 wurde Abe im Wahlkreis Hakodate-shi für die erste von zwei Wahlperioden ins Parlament von Hokkaidō gewählt. Bei der Unterhauswahl 1969 wurde er im SNTV-Dreimandatswahlkreis Hokkaidō 3 zum ersten Mal ins Unterhaus gewählt. 1989 war er im Kabinett von Ministerpräsident Toshiki Kaifu Staatsminister als Leiter der Entwicklungsbehörden von Okinawa und Hokkaido. Abe war bis Dezember 1991 Generalsekretär und Schatzmeister von Kiichi Miyazawas Fraktion in der LDP. Abe trat von seinem Amt zurück, nachdem Zeitungsberichte über angebliche Bestechungsgelder erschienen waren. Abe zog sich 1993 aus der Politik zurück.

## Bestechungsskandal
Abe wurde wegen seiner Verwicklung in einen Bestechungsskandal am 13. Januar 1992 verhaftet. 1994 wurde er vom Bezirksgericht Tokio zu drei Jahren Gefängnis und einer Geldstrafe verurteilt. Seine Berufung wurde vom Obergericht Tokio und vom Obersten Gerichtshof abgelehnt. Er verbüßte jedoch keine Haftstrafe, da er wegen einer Krankheit im Krankenhaus war.